# 프레즈노 크리스천 고등학교
프레즈노 크리스천 고등학교(Fresno Christian High School)는 미국 캘리포니아 주 프레즈노에 있는 사립 6년제 중고등학교이다.

## 개교
이 학교는 1977년 첫 개교되었다.

## 트리비아
영국 출신이며 스위스 시민권을 소지한 대한민국 뮤지컬 배우 겸 연기자인 클라라 리(이성민)가 1999년 이 학교를 재학한 바 있다.